# Buriticupu
Buriticupu is een gemeente in de Braziliaanse deelstaat Maranhão. De gemeente telt 64.685 inwoners (schatting 2009).